# Bertula alikangialis
Bertula alikangialis är en fjärilsart som beskrevs av Embrik Strand 1919. Bertula alikangialis ingår i släktet Bertula och familjen nattflyn. Inga underarter finns listade i Catalogue of Life.